# Затенацкий, Яков Павлович
Яков Павлович Затенацкий (6 ноября 1902, Большая Кахновка — 27 мая 1986, Киев) — украинский советский искусствовед, доктор искусствоведения (с 19 ноября 1966), профессор (с 5 июня 1968); член Всеукраинской ассоциации пролетарских художников в 1930—1932 годах и Союза художников Украины. Директор Государственного музея изобразительного искусства Украины. Лауреат Государственной премии РСФСР в области науки и техники (1971).

## Биография
Яков Павлович Затенацкий родился 24 октября (6 ноября) 1902 года в селе Большая Кахновка (теперь в составе города Кременчуга Полтавской области, Украина). Член ВКП(б) с 1925 года. В 1931 окончил Коммунистический университет имени Артема в Харькове.
В 1930-х годах работал в Государственном музее Тараса Шевченко в Киеве, принял участие в спасении фондов музея во время боев за Киев в 1941 году. После Великой Отечественной войны работал директором Государственного музея украинского изобразительного искусства. Впоследствии работал также в Академии Наук РСФСР и Академии архитектуры РСФСР.
Жил в Киеве, в доме на Тверском тупике, 9, квартира 12. 29 июня 1970 года вышел на пенсию. Скончался 27 мая 1986 года.

## Работы
Исследовал историю украинского искусства XIX столетия. Участвовал в подготовке и издании многотомных академических трудов. Автор научно-популярных работ, среди которых:
- Затенацкий Я. П. Николай Корнилович Пимоненко: жизнь и творчество 1862 - 1912. — Киев: Академия наук Украинской ССР; Институт искусствоведения, фольклора и этнографии., 1955. — 110 с.
- «Украинское изобразительное искусство» (1956);
- «Тарас Григорьевич Шевченко и крепостные художники» (1956);
- «Украинская советская живопись» (1958; 1961);
- «„Живописная Украина“ Т. Г. Шевченко» (1959);
- «Тарас Григорьевич Шевченко» (1961);
- Тарас Шевченко и русское искусство (1964);
- «Украинское искусство первой половины XIX века» (1965).

### Составитель
- Академическое собрание сочинений Тараса Шевченко (в 10 томах; 1961, том 7; 1963, тома 8, 10; 1964, том 9);
- Издание «Т. Г. Шевченко. Художественное наследие» (1961—1964);
- Раздел «Станковая живопись первой половины XIX века» в четвёртом томе (из шести) «Истории украинского искусства» (1969).